# Ion-Oblemenco-Stadion (2017)
Das Ion-Oblemenco-Stadion (rumänisch Stadionul Ion Oblemenco, auch bekannt als Complexul Sportiv Ion Oblemenco; deutsch Sportkomplex Ion Oblemenco) ist ein Fußballstadion in der rumänischen Stadt Craiova, Kreis Dolj, im Süden des Landes. Es wurde auf dem Grund des alten Ion-Oblemenco-Stadions von 1967 errichtet und bietet auf den überdachten Rängen 30.944 Sitzplätze. Der Fußballverein CS Universitatea Craiova trägt seit der Eröffnung seine Spiele im Neubau aus. Seit 2021 nutzt auch der FC Universitatea Craiova die Spielstätte für seine Heimpartien. Das Stadion trägt weiterhin den Namen des ehemaligen rumänischen Fußballspielers und ‑trainers Ion Oblemenco (1945–1996). Bis zur Fertigstellung des Neubaus trug der CS Universitatea seine Partien im Stadionul Extensiv in Craiova aus.

## Geschichte
Der Bau des neuen Oblemenco-Stadions ist eng mit der Wahl von Lia Olguța Vasilescu 2012 zur Bürgermeisterin von Craiova verknüpft. Sie versprach vor der Wahl den Bau eines modernen Fußballstadions. Schon im Frühjahr 2013 wurde der Öffentlichkeit ein Entwurf vorgestellt. Der futuristisch gezeichnete Complex Sportiv Ion Oblemenco sollte 40.000 Plätze bieten, von 2014 bis 2017 entstehen und 100 Mio. Euro kosten.
Umgesetzt wurde der erste Entwurf jedoch nicht. Zum einen war es das moderne Design, aber weitaus schwerer wogen die Kosten von 100 Mio. Euro. Die Stadt hatte auch keinen Verein, der ein Stadion mit 40.000 Plätzen regelmäßig auch nur zur Hälfte füllen würde. Im Herbst 2014 wurde ein überarbeiteter Entwurf veröffentlicht. Die Kapazität wurde auf 30.000 reduziert, inklusive der 624 Journalisten- und 222 rollstuhlgerechten Plätze, und die Kosten fielen auf rund 55 Mio. Euro. Wie beim ersten Entwurf wurden die Architekten von den ovalen Werken des rumänisch-französischen Bildhauers Constantin Brâncuși (1876–1957), wie das Brâncuși-Ei, inspiriert. Besonderes Merkmal des Entwurfs war die über 60 Meter hoch aufragende und nach oben weit geöffnete Dachkonstruktion. Um das neue Stadion sollten 1.200 Parkplätze entstehen, hinzukommen 2.000 weitere Plätze in der näheren Umgebung. Die Bauzeit war mit 17 Monaten für ein Projekt dieser Größe knapp bemessen. Von den Baukosten zahlt die Stadt Craiova nur fünf Mio. Euro. Den Rest würde das rumänische Ministerium für regionale Entwicklung beisteuern.
Ende Dezember 2014 genehmigte die rumänische Regierung finanzielle Mittel für den Bau. Sie übernahm 90 % der Baukosten. Mit der Eröffnung wurde Anfang 2017 gerechnet. Daneben wollte die Stadt ein zweites Stadion mit 5.000 Plätzen mit Leichtathletikanlage bauen. Am 11. Mai 2015 rückten die Baumaschinen an und begannen mit dem Abriss des alten Stadions. Für die Arbeiten wurden zwei Monate und Kosten von 320.000 Euro, die die Stadt zahlte, veranschlagt. Anschließend wurde mit der Errichtung des neuen Ion-Oblemenco-Stadions begonnen. Für den Bau war das gleiche Firmenkonsortium unter der Leitung der S.C. CON-A S.R.L. verantwortlich, das die Cluj Arena in Cluj-Napoca baute. Angelehnt an das Design des bisherigen Entwurfs wurden die Pläne vom Architekturbüro Dico si Tiganas weiterbearbeitet und vereinfacht, um die Kosten zu senken. Die Architekten zeichneten auch die Cluj Arena. Die Pläne sahen 30.960 Plätze vor. Davon waren 3.450 V.I.P.- und Businessplätze, davon 440 Plätze in Logen, sowie 240 Plätze für die Journalisten und 62 behindertengerechte Plätze plus die gleiche Anzahl für die Begleiter. Weiter war ein Hotel mit 40 Zimmer geplant.
Am 7. September 2015 startete der Bau offiziell in Anwesenheit von Bürgermeisterin Lia Olguța Vasilescu. Bis zum Baustart waren Gemeinderatsbeschlüsse und Regierungsentscheidungen nötig, zusätzlich gab es einen Prozess mit einem ehemaligen Nutzer der Anlage, der die Miete nicht gezahlt hatte. Vasilescu gab an das die Bauarbeiten rund 14 Monate dauern würden, was auf eine Fertigstellung zum Ende 2016 gedeutet hätte. Im August 2016 nahm das Stadion Formen an. Die Südtribüne war fast fertig und die Kuppel des Daches wuchs. Durch schlechte Wetterbedingungen im Winter war der vorgesehene Termin aber nicht zu halten. Nun wollte man im Februar 2017, rechtzeitig zum Ligaspiel gegen den Rekordmeister Steaua Bukarest am 18. Februar, fertig werden.
Mehrmals musste die Fertigstellung und Eröffnung verschoben werden. Nach November 2016 und Februar 2017 sollte der Abschluss der Arbeiten nun im Juni des Jahres stattfinden. Die Gründe für die Verspätung waren u. a. das schlechte Wetter im Winter und fehlende Fachkräfte im Sommer. Der Zeitplan bis zum Juni 2017 war eng gestrickt. Im Juli 2017 traten weitere Schwierigkeiten, diesmal mit der ineinander übergehenden Dach- und Fassadenkonstruktion, auf. Zwei Hälften der Dachkonstruktion waren unterschiedlich hoch. Ein Unterschied von 25 bis 30 cm klaffte zwischen dem nordwestlichen und dem nordöstlichen Teil. Man entfernte die nicht passenden Teile und schnitt neue Teile zu. Ob dies Einfluss auf die Stabilität des Daches hat, ist unklar. Schon beim ersten Entwurf machte die geplante Dachkuppel mit 60 Metern Höhe Probleme. Bei Tests im Windkanal zeigte sich, dass die hohe Konstruktion bei starkem Wind zerrissen werden könnte.
Nach vielen Verzögerungen konnte der Neubau am 10. November 2017 mit einem Freundschaftsspiel zwischen dem CS Universitatea Craiova und dem SK Slavia Prag aus Tschechien eingeweiht werden. Die Hausherren unterlagen mit 0:4 den Gästen. Das erste Pflichtspiel des CS Universitatea Craiova fand eine Woche später, am 18. November, statt. Die Heimmannschaft bezwang am 18. Spieltag der Saison 2017/18 der Liga 1 den CS Juventus Bukarest mit 3:1. Vor 17.854 Zuschauern erzielte Alexandru Mitriță in der 29. Minute den ersten Treffer für Craiova im neuen Stadion.
Am 14. Juli 2018 trugen der rumänische Pokalsieger CS Universitatea Craiova und der Meister CFR Cluj vor 25.852 Zuschauern das Spiel um den rumänischen Fußball-Supercup aus. Der Titelträger aus Cluj-Napoca siegte durch einen  Elfmeter von Emmanuel Culio mit 1:0 gegen die Heimmannschaft. Die erste internationale Partie wurde in der Qualifikation zur UEFA Europa League 2018/19 ausgetragen. Am 16. August 2018 trennte sich Universitatea Craiova und der deutsche Vertreter RB Leipzig vor 12.050 Zuschauern mit einem 1:1-Unentschieden.

## Länderspiele im neuen Ion-Oblemenco-Stadion
2018 feierte die rumänische Fußballnationalmannschaft im neuen Stadion von Craiova Länderspielpremiere.
- 27. März 2018:  Rumänien –  Schweden 1:0 (Freundschaftsspiel, 20.000 Zuschauer)[15]